# ガルム (調味料)

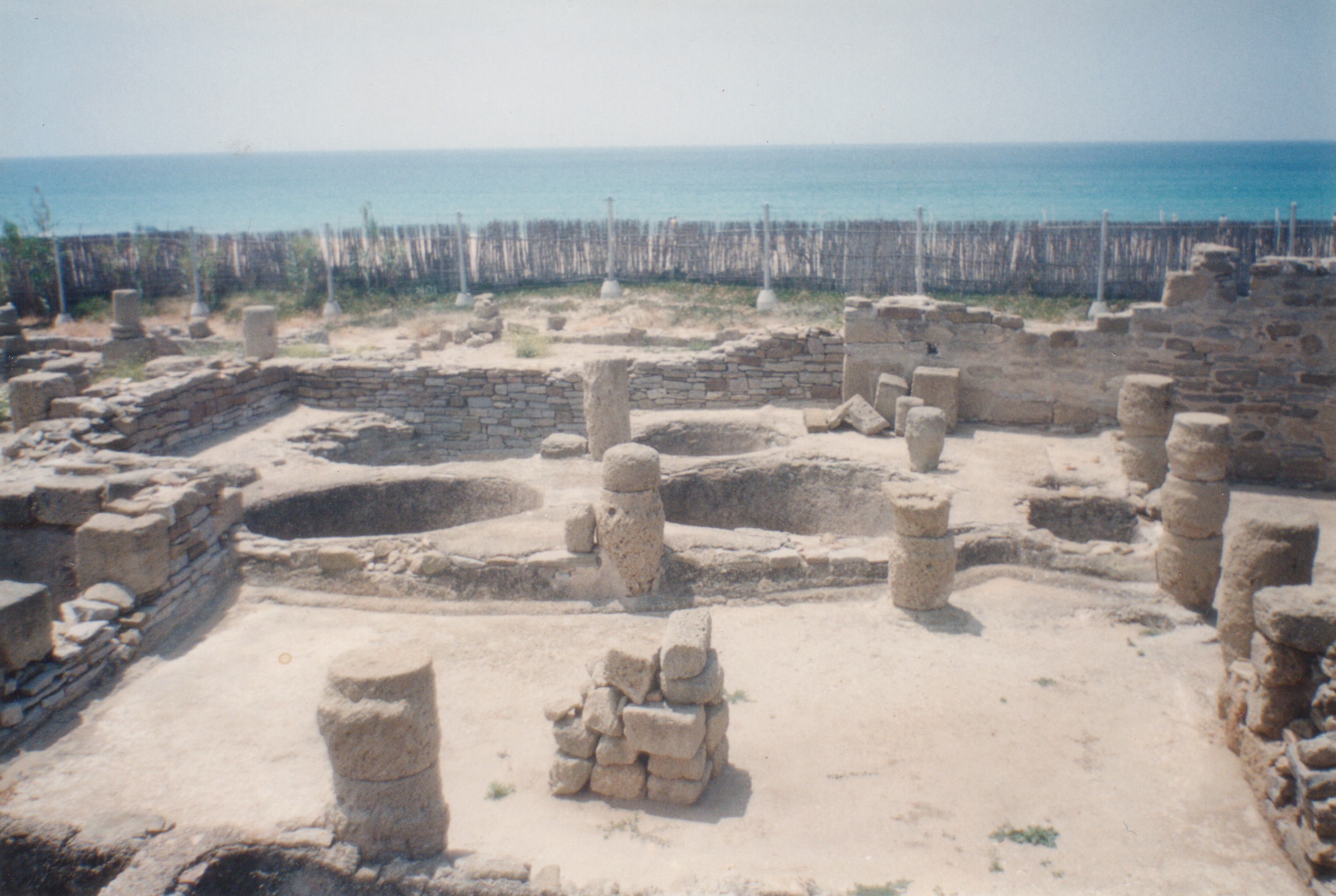
スペイン バエロ・クラウディアのガルム工場跡

ガルム（ラテン語: garum）は、古代ローマの魚醤。当時のローマにおいて主な調味料として使われていた。
ローマ世界で最もよく使われたが、発祥は古代ギリシアで、ギリシア語のガロス（garos）またはガーロン（gáron、γάρον）を語源とするが、その語源は不明である。

## 概要

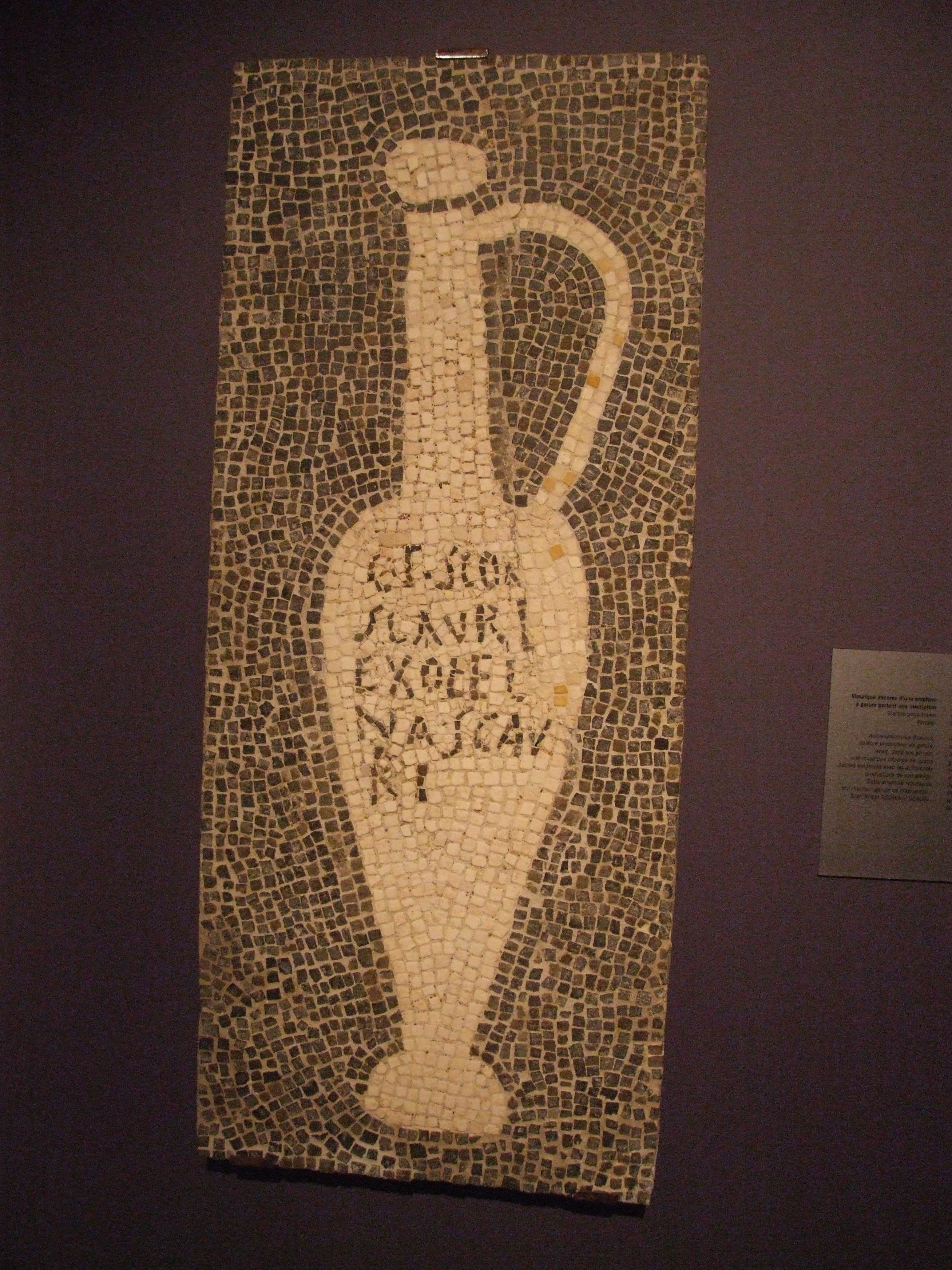
ガルムの瓶のモザイク画（ポンペイ）。瓶に書かれたティトゥルス（品質表示のようなもの）は「ガルム輸入業者アウルス・ウンブリキウス・スカウルスの作業所から」と読める

魚の内臓を細切れにし、塩水に漬けて発酵させて作る。完成品はまろやかで繊細な風味だが、発酵中はひどい臭いがするため、ガルム生産者は近所から苦情が来ないよう都市の郊外で生産した。等級によってガルムはローマ庶民の日常の食品ともなり、富裕層向けの高級品ともなった。最高級のガルムはキャビアほどではないが、高級な香水と同程度の価格で取引されていたという。古代ローマのレシピを編纂した『アピキウス』に掲載されている料理のほとんどにはガルムが使われている。同書には腐敗したガルムを美味しくするテクニックも記載されている。
ワイン（東ローマ帝国ではワインとガルムを混ぜたものをオエノガルム〈oenogarum〉と呼んだ）、酢、コショウ、油などと混ぜて、茹でた子牛肉、ムール貝の蒸し物、はては洋ナシと蜂蜜のスフレのような料理にまで使った。ガルムを水で薄めたヒュドロガルム（hydrogarum）はローマ軍団に供給されていた。大プリニウスの『博物誌』によれば、蜂蜜酒のような色にまで薄めたものをそのまま飲料として飲んだという。古代ローマではこれが万病に効く薬とされていて、犬による咬傷、赤痢や潰瘍にまで効くとされていた。さらに化粧品の材料としても使われ、脱毛やそばかすの除去にも使われた。ガルムは慢性的な下痢や便秘にも効くと考えられていた。

## 製造法

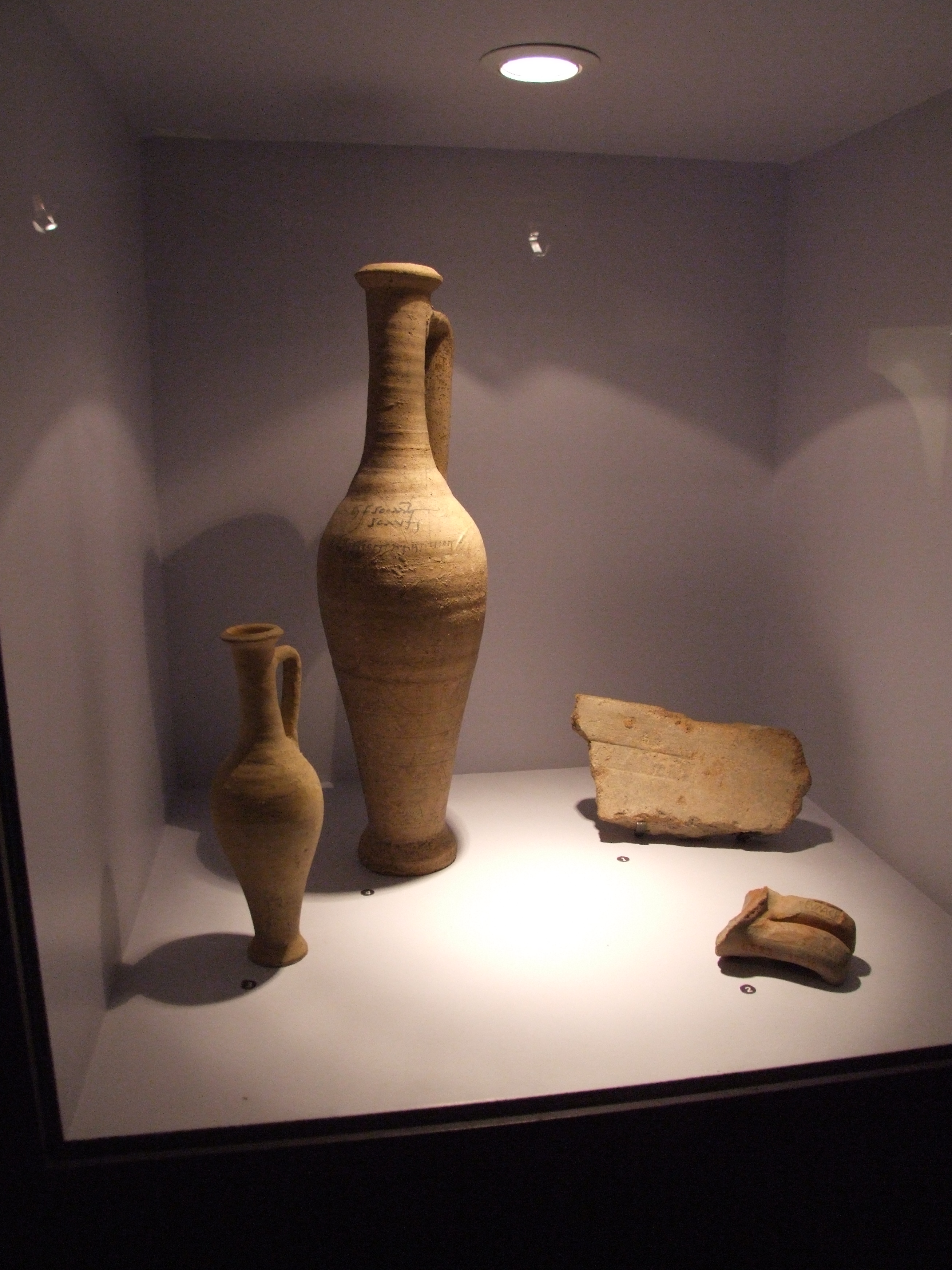
ガルム用のアンフォラ（ポンペイ）

一般にサバ、アンチョビ、マグロやカツオ、スプラット（キビナゴ）、イワシなど脂ののった様々な小魚の内臓を原料とする。これらの魚や甲殻類に塩を加えて素焼きの甕に入れ、時々撹拌しながら天日に2 - 3か月当てて発酵、液化および熟成させる。このとき塩分が腐敗の進行を抑制する。
完成品は栄養豊かで、大量のタンパク質とアミノ酸が含まれ、特に天然のうま味成分グルタミン酸に富み、ミネラルやビタミンBも豊富である。漁師は獲った魚を種類ごとに、また部分ごとに分けて並べ、ガルム製造業者が好きな種類の魚と部位だけを原料として選べるようにしていた。地方によっては香草の煎じ汁を混ぜることもあり、工房の庭で香草を栽培することもあった。発酵容器に目の細かいろ過器を入れて透き通った上澄み液を汲んだ。魚肉を発酵させた後、上澄みの液体を調味料（ガルム）として取り出した後に残った固形物はアッレク（allec）またはアレック（alec）と呼ばれ、最貧層が主食の粥に混ぜて味付けに使用した。

## 歴史
ガリアのリグリア海沿岸地方からヒスパニア・バエティカまでの海岸沿いの古代ギリシアのエンポリウムが繁栄した一因としてガルムの生産と輸出があった。また、ローマがそれらの地方に進出したのもガルム生産地を獲得するというのが目的のひとつだったともいう。アンセリューヌ（Ansérune）およびアグド近海の沈没船から発見されたアンフォラにはガルムが入っていたことが判明しており、紀元前5世紀のものとされている。ポンペイからはウンブリキウス・スカウルスがガルムを製造していた証拠が見つかっている（左上のモザイク画の写真）。しかし、市内からはガルムの工場が見つかっておらず、多くの研究者は市壁の外にあったのではないかと考えている。それぞれの港ごとに独自の伝統的製法があったとされる。
大カトーが生存していた紀元前2 - 前1世紀にかけては、ガルムは贅沢品だった。しかしやがてローマの料理にとって必要不可欠な調味料となり、クラゾメナイ（現在のトルコ国内）、レプティス・マグナ（同リビア）、カルタゴ・ノウァやアンティポリス（ともに同スペイン）などローマ国内の様々な地域で生産されるようになった。素焼きの壺やアンフォラなどに入れた魚醤が、これらの生産地からローマにも送られていた。アウグストゥスの時代にはカルタヘナ産やカディス産が最高とされるようになり、それらをガルム・ソキオールム（garum sociorum、「同盟者のガルム」）と呼んだ。セネカはコルドバ出身だが、ガルム・ソキオールムが高騰する様を見て次のように記している。
| 原文                                                                                                  | 訳文 |
| --- | --- |
| Quid? illud sociorum garum, pretiosam malorum piscium saniem, non credis urere salsa tabe praecordia? | あなたは、高価な腐敗した魚の血の塊であるガルム・ソキオールムがその塩漬けされた腐敗物によって胃を痛めつけていることがわからないのか? |
| — Epistulae Morales XCV. SENECA LUCILIO SUO SALUTEM ［25］                                            | —道徳書簡集 第95通 第25行 |

現代に残るガルム工場の遺跡としては、バエロ・クラウディア（現在のタリファ）やカルテイア（現在のサン・ロケ）のものがある。スペイン産ガルムはローマに輸出されており、そのためこれらの町の名も当時はある程度知れ渡っていた。ルシタニア（現在のポルトガル）産のガルムもローマでは高く評価されていた。ルシタニア産ガルムはラコブリガ（現在のラゴス）の港からローマに向けて出荷されていた。リスボン中心街のバイシャ・ポンバリーナ（バイシャ）地区にもローマ時代のガルム工場跡がある。ガイウス・マリウスがガリア・ナルボネンシス（フランス南端部）に作った運河フォッサエ・マリアナエはガルムをガリア（現在のフランス）、ゲルマニア（現在のドイツ）、ブリタンニア（現在のイギリス）といった地方に運ぶ拠点となった。
2008年、ポンペイで見つかった製造中のガルムの残留物が全てボグー（タイ科）を原料としていたことがわかった。ボグーは夏に群れて漁獲されたため、ヴェスヴィオ山が8月に噴火したことの傍証となった。

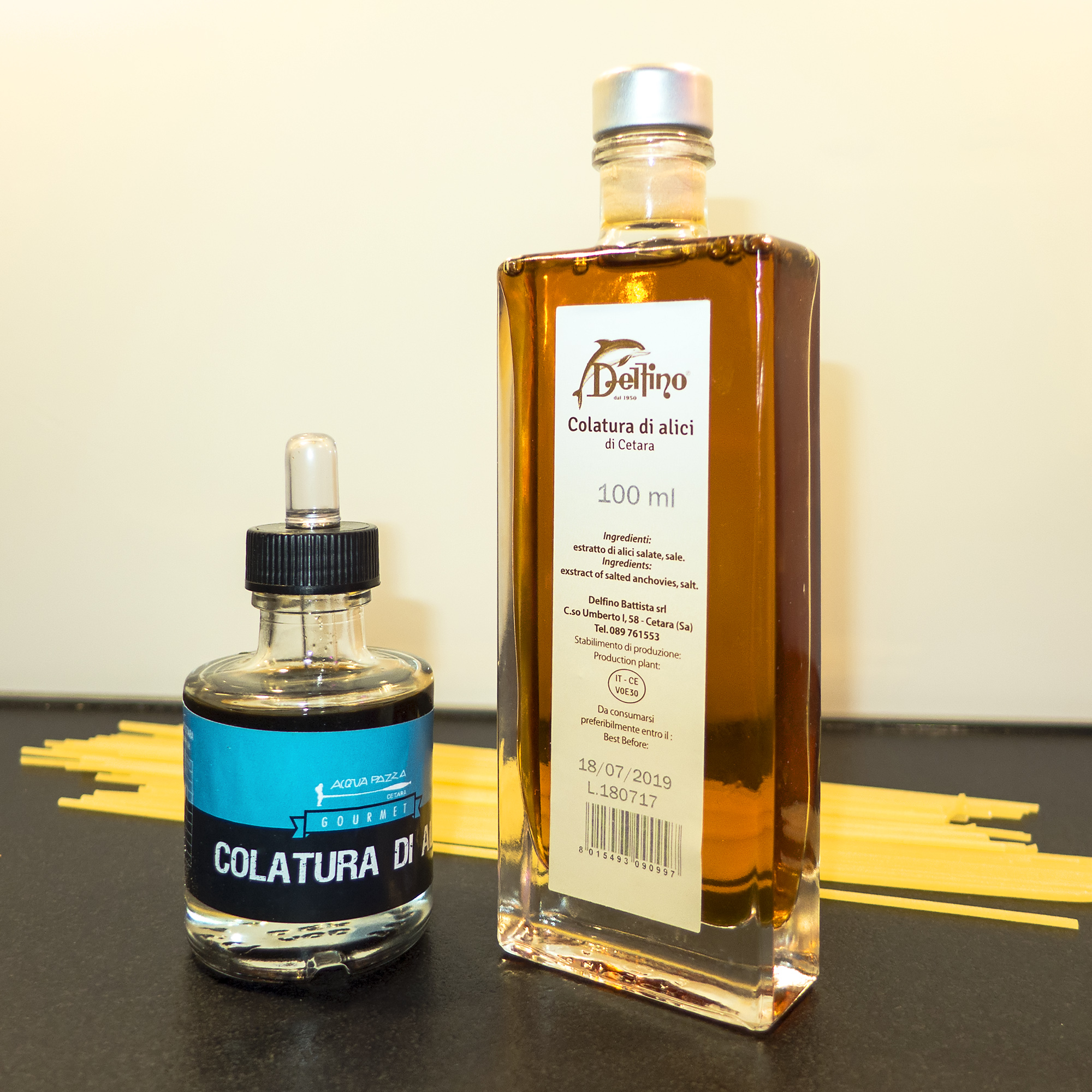
コラトゥーラ・ディ・アリーチ・ディ・チェターラ（チェターラのアンチョビソース）の瓶詰め

ガルムはローマ帝国の滅亡と共に製法が途絶え、魚醤自体ヨーロッパではチェターラのコラトゥーラ・ディ・アリーチ・ディ・チェターラぐらいしか作られることはなくなった。なお、塩蔵アンチョビーから骨と皮を除いてオリーブ・オイルに漬けたものがイベリア半島を中心に製造されており、ガルムなどの魚醤との関係が指摘されている。近年ではローマ時代の資料を元にガルムの復元が試みられている。

## リクアメン
類似の調味料としてリクアメン（liquamen）がある。リクアメンは液状か半液状の塩味の調味料で、コルメラの『農事論』（De Re Rustica）ではラードを用いた塩気の多い調味料としてリクアメンが登場し、パラディウスは塩漬の梨をベースにしたリクアメンを語っている。このため、ガルムとは別の塩味の調味料とする説がある。また、アピシウスの記録によれば、古代ローマで塩味をつけるのには塩よりもリクアメンを用いる事の方が多かった。